# Trešnjevo (Cetinje)
Pour les articles homonymes, voir Trešnjevo.
Trešnjevo (en serbe cyrillique : Трешњево) est un village du sud du Monténégro, dans la municipalité de Cetinje.

## Démographie

### Évolution historique de la population[1]
| 1948 | 1953 | 1961 | 1971 | 1981 | 1991 | 2003 |
| ---- | ---- | ---- | ---- | ---- | ---- | ---- |
| 176  | 145  | 142  | 120  | 87   | 72   | 69   |